# 3063 Macaão
3063 Macaão é um asteroide troiano de Júpiter que orbita no ponto de Lagrange L4 do sistema Sol - Júpiter, no "campo grego" de asteroides troianos. Ele possui uma magnitude absoluta de 8,6 e um diâmetro de 116,14 km.

## Descoberta e nomeação
3063 Macaão foi descoberto no dia 4 de agosto de 1983, pelo astrônomo Lyudmila Georgievna Karachkina no Observatório Astrofísico da Crimeia, Ucrânia. Esse objeto foi nomeado em honra do herói grego Macaão, que lutou durante a Guerra de Troia.

## Características orbitais
A órbita de 3063 Macaão tem uma excentricidade de 0,058 e possui um semieixo maior de 5,188 UA. O seu periélio leva o mesmo a uma distância de 4,887 UA em relação ao Sol e seu afélio a 5,188 UA.